# Сім скорбот (Дюрер)
«Сім скорбот» («Сім скорбот Марії») — поліптих німецького художника Альбрехта Дюрера, виконаний близько 1500 року. Центральна частина поліптиха (108x43 см) в теперішній час знаходиться у Старій пінакотеці (Мюнхен), сім бічних панелей (кожна бл. 63x46 см) — у Дрезденській картинній галереї.

## Історія створення
Твір замовив Фрідріх III незабаром після його зустрічі з Дюрером, що відбулася в Нюрнберзі у квітні 1496 року. Ґрунтуючись на стилістичних особливостях поліптиха, дослідники вважають, що художник почав працювати над ним тільки близько 1500 року.
Фахівці нині приписують Дюреру авторство лише центральної панелі поліптиха з Матір'ю Скорботною (лат. Mater Dolorosa), в той час, як сім зовнішніх панелей виконані найімовірніше помічниками відповідно до його малюнків. «Матір Скорботна» зменшена по краях приблизно на 18 см. На початку XIX століття її отримав мюнхенський музей від жіночого монастиря Benediktbeuren. У тридцятих роках XX століття вона була відреставрована. Тоді ж було встановлено, що «Матір Скорботна» не є частиною, як вважалося раніше, диптиха із зображенням Благовіщення, друга половина якого з архангелом вважалася втраченою. Під час реставрації були зняті пізніші записи авторського живопису і праворуч від Марії відкрилося зображення шпаги — атрибута Матері Скорботної.
Інші частини поліптиха перебували у Віттенберзі, в замку Фрідріха III, з 1640 року вони зберігалися в Кунсткамері принца Саксонії. В середині XX століття вони були відреставровані, при проведенні робіт сумніви в їх атрибуції не були вирішені.
У 1988 році серійний вандал Больман в Старій пінакотеці облив сірчаною кислотою центральну частину поліптиха, а також дві інші картини Дюрера — «Оплакування Христа» і «Вівтар Паумгартнерів».

## Бічні панелі поліптиха
| # | Картина | Епізод                 | # | Картина | Епізод             |
| - | ------- | ---------------------- | - | ------- | ------------------ |
| 1 |         | Обрізання Ісуса        | 5 |         | Прибиття до хреста |
| 2 |         | Втеча у Єгипет         | 6 |         | Розп'яття          |
| 3 |         | Христос серед учителів | 7 |         | Зняття з хреста    |
| 4 |         | Несіння креста         |   |         |                    |